# Liuzuo (sockenhuvudort i Kina, Hubei Sheng, lat 29,82, long 116,10)
Liuzuo (kinesiska: 刘佐乡) är en sockenhuvudort i Kina. Den ligger i provinsen Hubei, i den centrala delen av landet, omkring 190 kilometer sydost om provinshuvudstaden Wuhan. Antalet invånare är 15 919. Befolkningen består av 7 952 kvinnor och 7 967 män. Barn under 15 år utgör 19,0 %, vuxna 15-64 år 69 %, och äldre över 65 år 10,0 %.
Runt Liuzuo är det ganska tätbefolkat, med 248 invånare per kvadratkilometer. Närmaste större samhälle är Xunyangqu, 15,1 km sydväst om Liuzuo. Trakten runt Liuzuo består till största delen av jordbruksmark.
Genomsnittlig årsnederbörd är 2 094 millimeter. Den regnigaste månaden är maj, med i genomsnitt 371 mm nederbörd, och den torraste är januari, med 69 mm nederbörd.